# Green Bay Packers 1957
La stagione 1957 dei Green Bay Packers è stata la 37ª della franchigia nella National Football League. La squadra, allenata da Lisle Blackbourn, ebbe un record di 3-9, terminando sesta nella Western Conference.
La stagione 1957 vide i Packers spostarsi dal City Stadium al nuovo City Stadium, inaugurato con una vittoria sui Chicago Bears nella settimana 1 il 29 settembre. Fu rinominato Lambeau Field nell'agosto 1965 in memoria del fondatore del club, Curly Lambeau, che era scomparso due mesi prima.

## Roster
| Roster dei Green Bay Packers nel 1956 |
| --- |
| Quarterback - Babe Parilli - Bart Starr Running Back - Al Carmichael - Fred Cone - Howie Ferguson - Paul Hornung - Joe Johnson - Billy Kinard - Don McIlhenny - John Petitbon - Frank Purnell Wide Receiver - Billy Howton - Gary Knafelc - Ron Kramer - Max McGee Tight End {{{te}}} Offensive Linemen - Norm Amundsen - Al Barry - Larry Lauer - Norm Masters - Jim Ringo - Jim Salsbury - Ollie Spencer - Carl Vereen Defensive Linemen - Nate Borden - Tom Finnin - Dave Hanner - Jerry Helluin - Carlton Massey - Jim Temp Linebacker - Tom Bettis - Ernie Danjean - Bill Forester - Sam Palumbo Defensive Back - Bobby Dillon - Hank Gremminger - John Symank Special Team - Dick Deschaine |
| Legenda - I rookie sono in corsivo. - Il primo ruolo è il principale mentre gli eventuali successivi indicano i ruoli secondari. - (IR) sta per Injured Reserve ed indica la lista ristretta per un solo giocatore infortunato che può tornare ad allenarsi dopo la settimana 6 e a rientrare in prima squadra dopo che questa ha giocato 8 partite. - (NF-Inj.) / (NF-Ill.) stanno rispettivamente per Non-Football Injured e Non-Football Illness ed indicano le liste dove viene inserito un giocatore che ha un infortunio o una malattia non dipendente dal football americano. - (PUP) sta per Physically Unable to Perform ed indica la lista dove viene inserito un giocatore mentre è in attesa di recuperare la condizione fisica. Nella stagione regolare dopo la sesta partita giocata dalla propria squadra, il giocatore ha tempo tre settimane per riprendere ad allenarsi, più tre settimane aggiuntive dal suo rientro agli allenamenti per rientrare in prima squadra. |

## Calendario
| Stagione regolare |              |                        |           |        |                               |          |
| Turno             | Data         | Avversario             | Risultato | Record | Stadio                        | Pubblico |
| 1                 | 29 settembre | Chicago Bears          | V 21–17   | 1–0    | City Stadium                  | 32,132   |
| 2                 | 6 ottobre    | Detroit Lions          | S 24–14   | 1–1    | City Stadium                  | 32,120   |
| 3                 | 13 ottobre   | Baltimore Colts        | S 45–17   | 1–2    | Milwaukee County Stadium      | 26,322   |
| 4                 | 20 ottobre   | San Francisco 49ers    | S 24–14   | 1–3    | Milwaukee County Stadium      | 18,919   |
| 5                 | 27 ottobre   | at Baltimore Colts     | V 24–21   | 2–3    | Memorial Stadium              | 48,510   |
| 6                 | 3 novembre   | New York Giants        | S 31–17   | 2–4    | City Stadium                  | 32,070   |
| 7                 | 10 novembre  | at Chicago Bears       | S 21–14   | 2–5    | Wrigley Field                 | 47,153   |
| 8                 | 17 novembre  | Los Angeles Rams       | S 31–27   | 2–6    | Milwaukee County Stadium      | 19,540   |
| 9                 | 24 novembre  | at Pittsburgh Steelers | V 27–10   | 3–6    | Forbes Field                  | 29,701   |
| 10                | 28 novembre  | at Detroit Lions       | S 18–6    | 3–7    | Briggs Stadium                | 54,301   |
| 11                | 8 dicembre   | at Los Angeles Rams    | S 42–17   | 3–8    | Los Angeles Memorial Coliseum | 70,572   |
| 12                | 15 dicembre  | at San Francisco 49ers | S 27–20   | 3–9    | Kezar Stadium                 | 59,100   |

## Classifiche
| NFL Western Conference |   |   |   |      |     |     |     |     |
|                        | V | S | P | %    | DIV | PF  | PS  | STR |
| Detroit Lions          | 8 | 4 | 0 | .667 | 6–4 | 251 | 231 | V3  |
| San Francisco 49ers    | 8 | 4 | 0 | .667 | 7–3 | 260 | 264 | V3  |
| Baltimore Colts        | 7 | 5 | 0 | .583 | 6–4 | 303 | 235 | S2  |
| Los Angeles Rams       | 6 | 6 | 0 | .500 | 5–5 | 307 | 278 | V2  |
| Chicago Bears          | 5 | 7 | 0 | .417 | 4–6 | 203 | 211 | S1  |
| Green Bay Packers      | 3 | 9 | 0 | .250 | 2–8 | 218 | 311 | S3  |

Nota:  i pareggi non venivano conteggiati ai fini della classifica fino al 1972.